# Pascal Freitag
Pascal Freitag (* 29. März 1979 in Berlin) ist ein deutscher Schauspieler. Er ist bekannt als Philipp in der Serie Elbflorenz, den er in vielen Episoden verkörperte.

## Karriere
Freitag spielte als Elfjähriger die Rolle des Boris Schilling in der Weihnachtsserie Ron und Tanja, welche 1990 im ZDF lief. Des Weiteren folgten Auftritte wie Mit dem Herzen einer Mutter, Mona M. oder Unser Charly. In letzterem war es des Öfteren als Berti zu sehen.

## Filmografie
- 1999: Für alle Fälle Stefanie (Serie)
- 1998: HeliCops – Einsatz über Berlin (Serie), Ep. Babels Untergang
- 1997: Unser Charly (Serie), Ep. Affentheater im Hotel
- 1997: SK-Babies (Serie), Ep. Die Angstmacher
- 1996: Mona M. – Mit den Waffen einer Frau (Serie), Ep. Die verlorenen Eltern
- 1995: Tatort: Falsches Alibi
- 1994: Elbflorenz (Serie)
- 1994: Nächste Woche ist Frieden
- 1994: Berliner Weiße mit Schuss (Serie)
- 1994: Der Nelkenkönig (Serie)
- 1992: Mit Herz und Schnauze (Serie)
- 1992: Mit dem Herzen einer Mutter
- 1991: Mick`s Tour (Serie), Ep. Indianer
- 1990: Ron und Tanja (Serie)
- 1990: Der Pickwick Club
- 1990: Tote träumen nicht
- 1989: Spreepiraten (Serie)
- 1988: Siebenstein (Serie)